# 後桜町天皇の宝冠

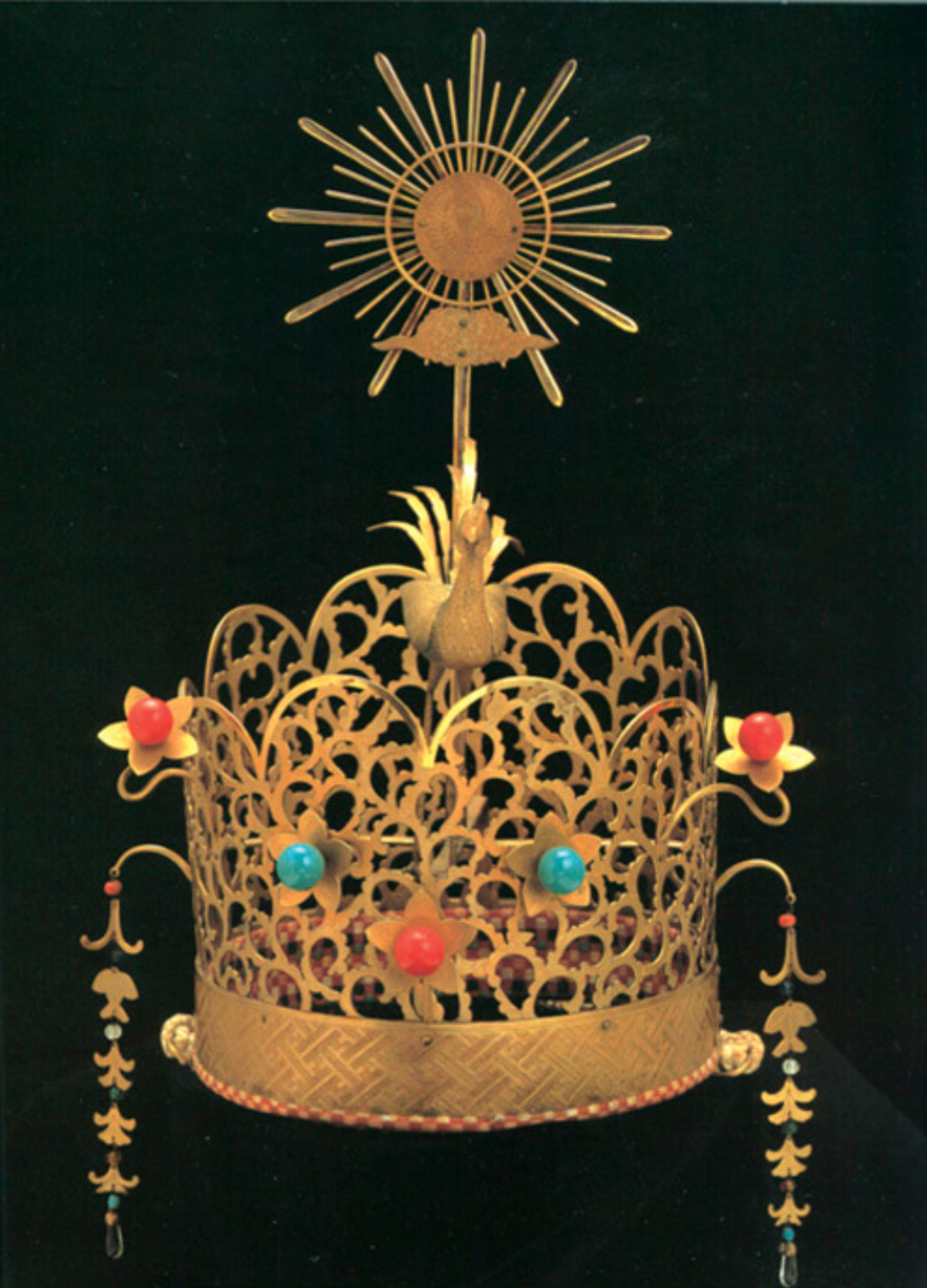
後桜町天皇の宝冠

後桜町天皇の宝冠（ごさくらまちてんのうのほうかん）は、後桜町天皇が着用した宝冠。御物。

## 制作過程
宝冠とは、女性天皇が即位の礼に際して礼服とともに着用する冠である。男性天皇がかぶる冕冠に相当する。
後桜町天皇は明正天皇以来、約120年ぶりの女性天皇であったが、明正天皇の宝冠はすでに失われてその仕様がわからなくなっていた。おそらく承応2年（1653年）の禁裏炎上の際に冕冠とともに焼失したと考えられる。
柳原紀光『紀光卿記』によると、山科頼言より、正倉院にあるという孝謙天皇の冠を取り寄せて参考にしてはどうかと進言があったが、摂政・近衛内前により却下された。そして、樋口基康の、東山の光雲寺にある明正天皇の母、東福門院（徳川和子）の像がかぶる天冠を参考にしてはどうかという進言が採用された。
そして、坐像の天冠を写し取らせて、それに日形の飾りを加えて後桜町天皇の宝冠が制作された。

## 特徴

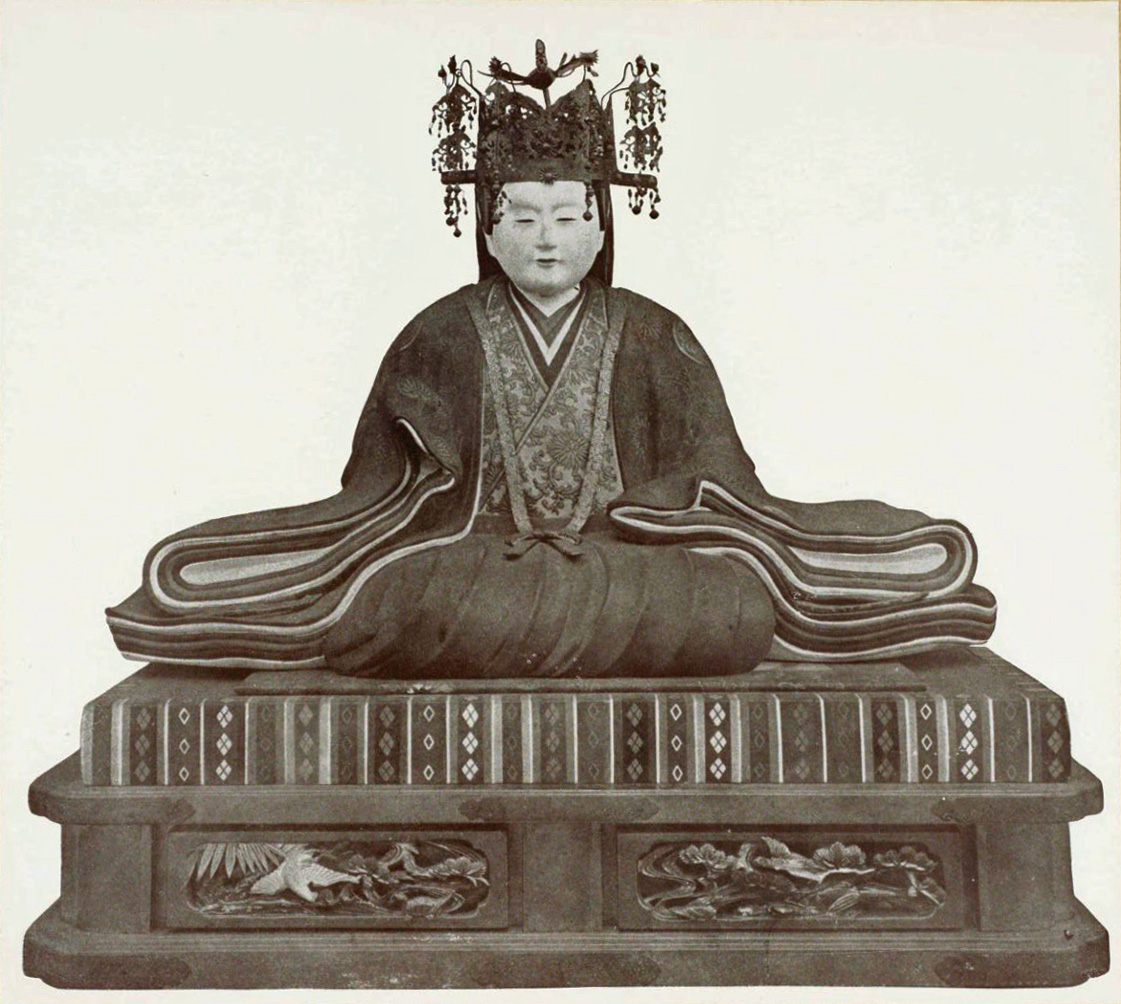
東福門院坐像、江戸時代、光雲寺蔵

後桜町天皇の宝冠には、冕冠にあるような黒羅製の巾子（こじ）はない。これは女性は髻（もとどり）を結わないため、それを収める巾子が必要ないからと思われる。
また冕板（べんばん）やそこから垂下する旒（りゅう）がないのも大きな特徴である。後述するように、平安時代の内蔵寮に伝来していた宝冠には冕板も旒もなかったので、宝冠の伝統に即しているといえる。

万字繋ぎの文様

金銅製の押鬘（おしかずら）は、下部が線刻による万字繋ぎの意匠になっている。万字繋ぎは江戸時代に流行した日本では新しい意匠で、舶来の綸子の地模様に使われていたが、東福門院坐像の天冠も同様の意匠になっており、そのまま真似をしたと思われる。押鬘の辺縁部は窼霰（かにあられ）文様の大和錦の裏張を施している。
押鬘の上部は唐草文様の透し彫りによる山形を10個めぐらせているが、これも東福門院坐像の天冠と似ている。
押鬘の正面には、色玉を真ん中に留めた五弁花の立体的な花飾りが3個付けられている。またその左右の傍らには金銅製の茎の先端に同様の花飾りが計2個取り付けられている。押鬘の左右からはそれぞれ瓔珞が垂下する。
宝冠の中央には金銅製の棒を立て、その先に日形の飾りが付き、その下には瑞雲の飾りが付くが、これは東福門院坐像にはない要素である。宝冠の正面には鳳形の立体的な装飾が取り付けられている。鳳形の嘴からは本来は瓔珞が垂下していたと思われるが、失われてしまったようである。

## 他の宝冠との比較
源師房『土右記』の長元9年（1036年）7月4日条の「礼服御覧」の記事に、女帝の冠の特徴が記されている。それによると、冠には平巾子（高さの低い巾子か）があり、また鳳形があるが少し左に寄って立っており、本来は右にもう1つあったものが失われたのではないかと記されている。また日形や雲の飾り関する記述はない。
押鬘の上には3つの花形があり、花枝の形をもってこれを飾るとあるので、枝の先に花がついた飾りが3つ押鬘の上にあったのであろう。
冕板や旒がないのは、後桜町天皇の宝冠同様であるが、一方でこの冠は女性天皇用ではなく皇后用のものだったのではないかと近年では問題提起がなされている。女性天皇用とすれば奈良時代の孝謙天皇のそれになるが、正倉院に献納されていた孝謙天皇の礼冠には冕板と旒が備わっていたと考えられているからである。
明正天皇の宝冠について、その詳細は不明とされているが、二条康道の『康道公記』寛永7年（1630年）9月12日条に、天子（明正天皇）の宝冠は日形御冠であるとの記述がある。したがって、明正天皇の宝冠には日形の飾りはあったと考えられる。